# Nordiska mästerskap
Nordiska mästerskap (NM) kallas sporttävlingar där deltagarna kommer från Nordens stater och där segrarna koras till nordiska mästare. Nordiska mästerskap förekommer i basket och volleyboll för både herrar och damer. I fotboll spelades nordiska mästerskap för damer åren 1974-1982. I truppgymnastik arrangeras nordiska mästerskap vartannat år.

## Lista över Nordiska mästerskap
- Nordiska mästerskapen i brottning - brottningstävling omfattande Norden och Baltikum
- Nordiska mästerskapen i friidrott - omfattande Norden
- Nordiska mästerskapet i fotboll för damer - fotbollsturnering mellan damlandslag i Norden
- Nordiska mästerskapet i fotboll - fotbollsturnering mellan herrlandslag i Norden
- Nordiska Mästerskapet för klubblag (handboll) - handbollsturnering mellan herrklubblag i Norden
- Nordiska mästerskapet (volleyboll, damer) - volleybollturnering mellan damlandslag i Norden
- Nordiska mästerskapet (volleyboll, herrar) - volleybollturnering mellan herrlandslag i Norden